# La Barra

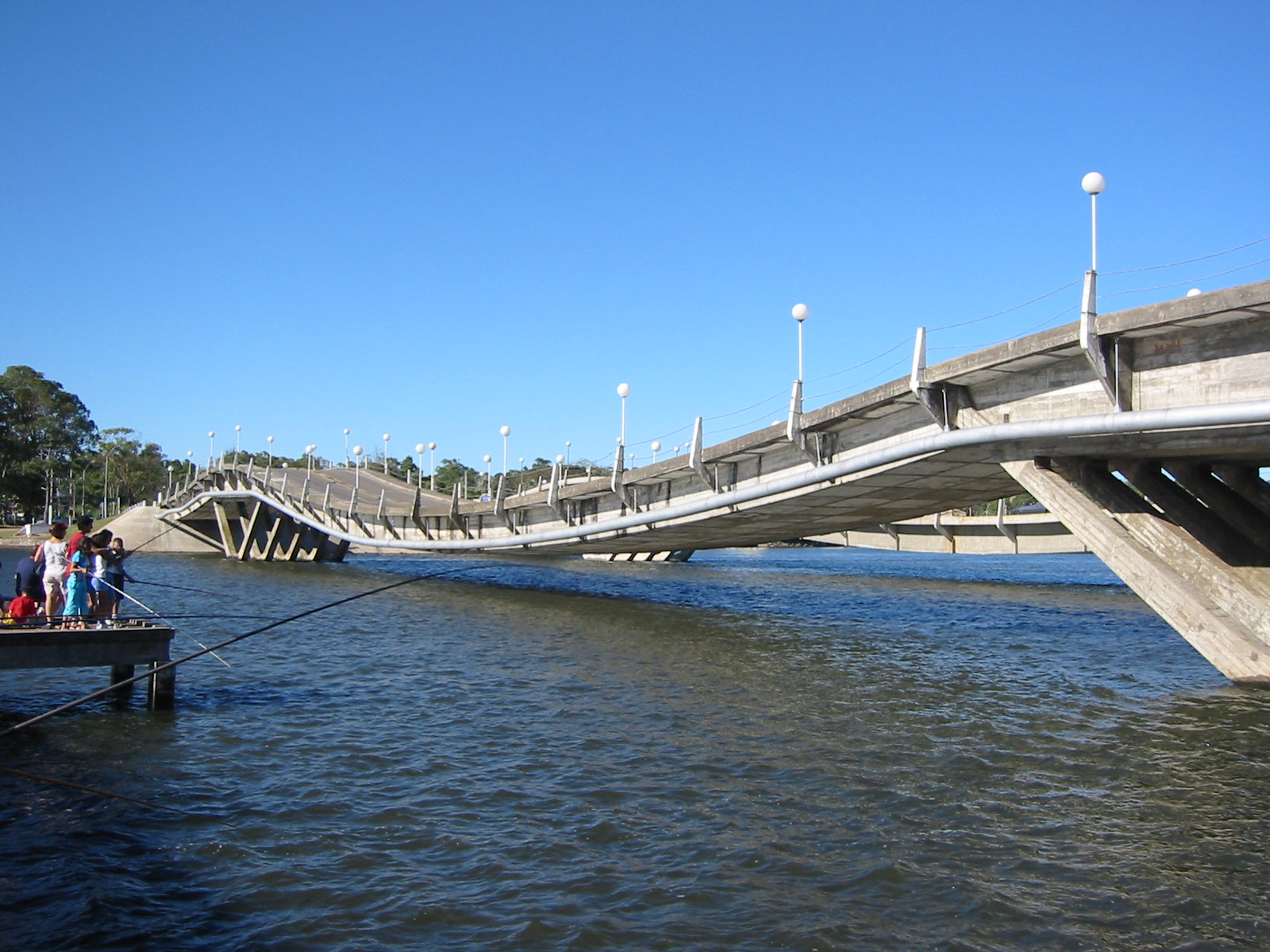
Puente Leonel Viera

La Barra es una localidad uruguaya del departamento de Maldonado y forma parte del municipio de San Carlos.

## Ubicación
El balneario de La Barra se encuentra localizado en la zona sur del departamento de Maldonado, sobre las costas del océano Atlántico y en la margen este del arroyo Maldonado, junto a su desembocadura en el océano. Limita al noroeste con la localidad de El Tesoro y al este con el balneario Laguna Blanca. Dista unos 10 km del centro de la capital departamental Maldonado.

## Historia
La Barra es un antiguo puerto de pescadores y lugar de veraneo de los habitantes de Maldonado y San Carlos, así como de otras zonas de Uruguay. Sus construcciones originales eran relativamente modestas. Su nombre deriva de la palabra barra, que en Uruguay es usada para designar la desembocadura de un curso de agua en el mar. En este caso lo que desemboca en el Atlántico es el arroyo Maldonado, volcando sus dulces aguas en el océano.
Con la inauguración en 1965 del puente sobre el arroyo Maldonado, el pueblo comenzó a adquirir las características actuales de balneario refinado.
De acuerdo con la cocinera y hotelera Ana María Bozzo, el primer propietario del hotel La Posta del Cangrejo, un señor de apellido Martínez, habría convencido al entonces presidente Eduardo Víctor Haedo de construir un puente que uniera la localidad con Punta del Este. Posteriormente, Martínez vendió su hotel a la argentina Baby Victorica Roca, quien, junto a la familia Álvarez de Toledo, fueron los primeros argentinos que vieron en La Barra un lugar distinto para separarse del mundo glamoroso de las grandes mansiones. Entonces, comenzaron a comprar pequeñas casas en la zona y le fueron dando una impronta y posicionándola como un sitio para vivir de una forma diferente.
Remontándose aún más en el tiempo, el lugar habría sido asentamiento y refugio de piratas. Cuenta la leyenda que un corsario llamado Francisco Tournier habría enterrado un tesoro en una de las islas del arroyo Maldonado. Muchos buscaron este tesoro sin resultado hasta que en el año 1888 un grupo de exploradores que lo buscaba desapareció, abandonando las instalaciones y herramientas sin dar aviso a las autoridades, lo cual hizo suponer que los mismos habían escapado tras encontrar el botín de Tournier. Este es el motivo por el cual el primer balneario que se encuentra cruzando el puente de sobre el arroyo se denomina El Tesoro. Fue fundada el 9 de febrero de 1914 por Don Salvador Pallas.

## Características
La zona se caracteriza por sus playas, que permiten todo tipo de actividades deportivas (surf, windsurf, motosky, esquí acuático, yachting, canotaje, pesca, etc.). Actualmente el lugar tiene un estilo propio, con viviendas coloridas y un importante movimiento en la época de verano derivado de las galerías de arte, las tiendas de antigüedades y los restaurantes, pubs y discotecas para diversos públicos.
Sobre la costa del arroyo, aguas arriba de los puentes y sobre su margen derecha, existen pequeñas casas habitadas por pescadores artesanales. En la desembocadura del arroyo se ubica un sitio rocoso de pesca conocido como "La Gorgorita".

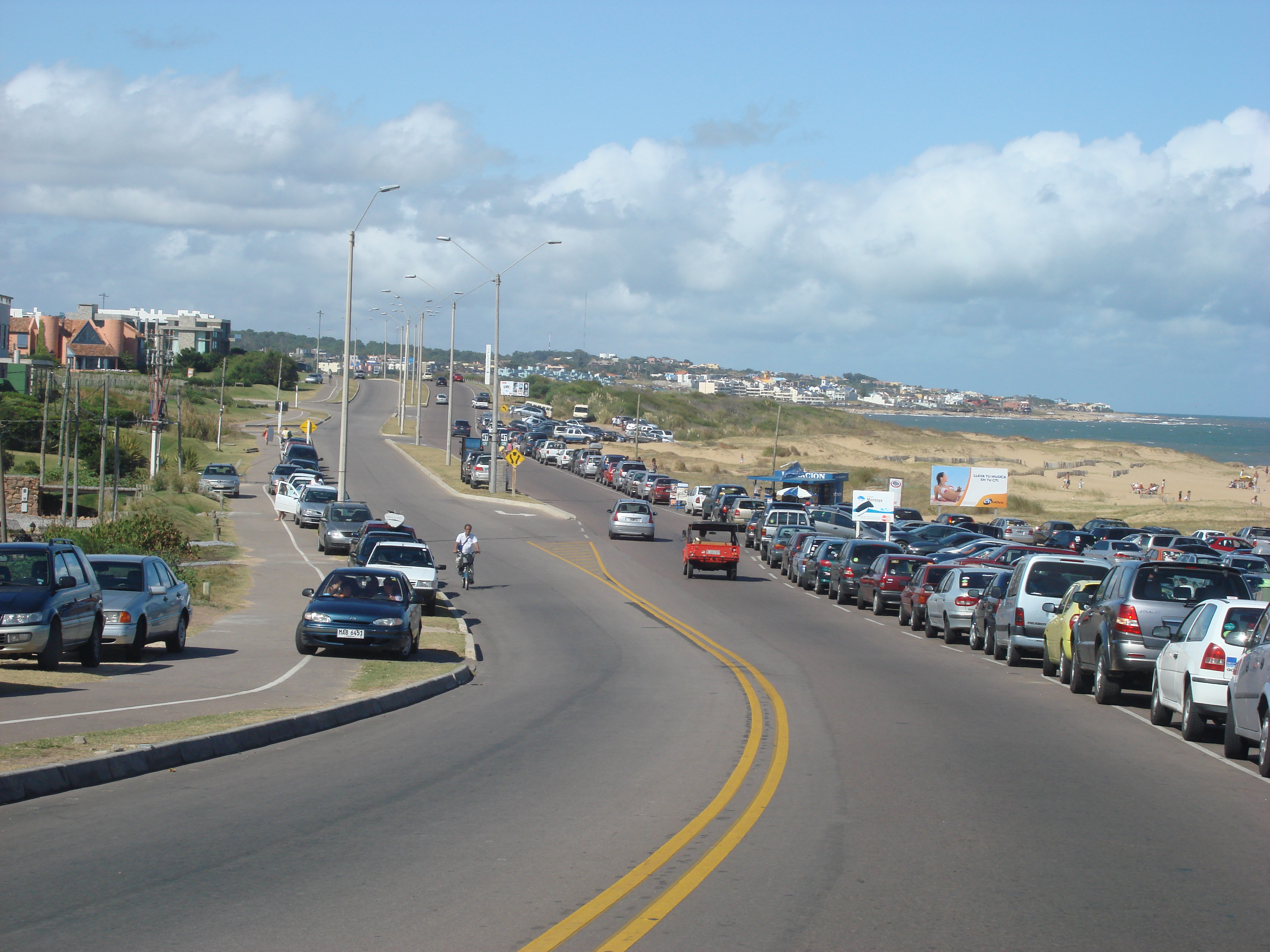
Ruta 10 en La Barra

La reglamentaciones municipales han intentado preservar las características del lugar. Los nuevos fraccionamientos son de extensiones amplias. Al norte de la ruta nacional N.º 10, que atraviesa el balneario, se han desarrollado diversos emprendimientos que agrupan a las llamadas "chacras marítimas", terrenos de un mínimo de cinco hectáreas. Estos predios están siendo comprados para la edificación de mansiones para personajes del jet set internacional.

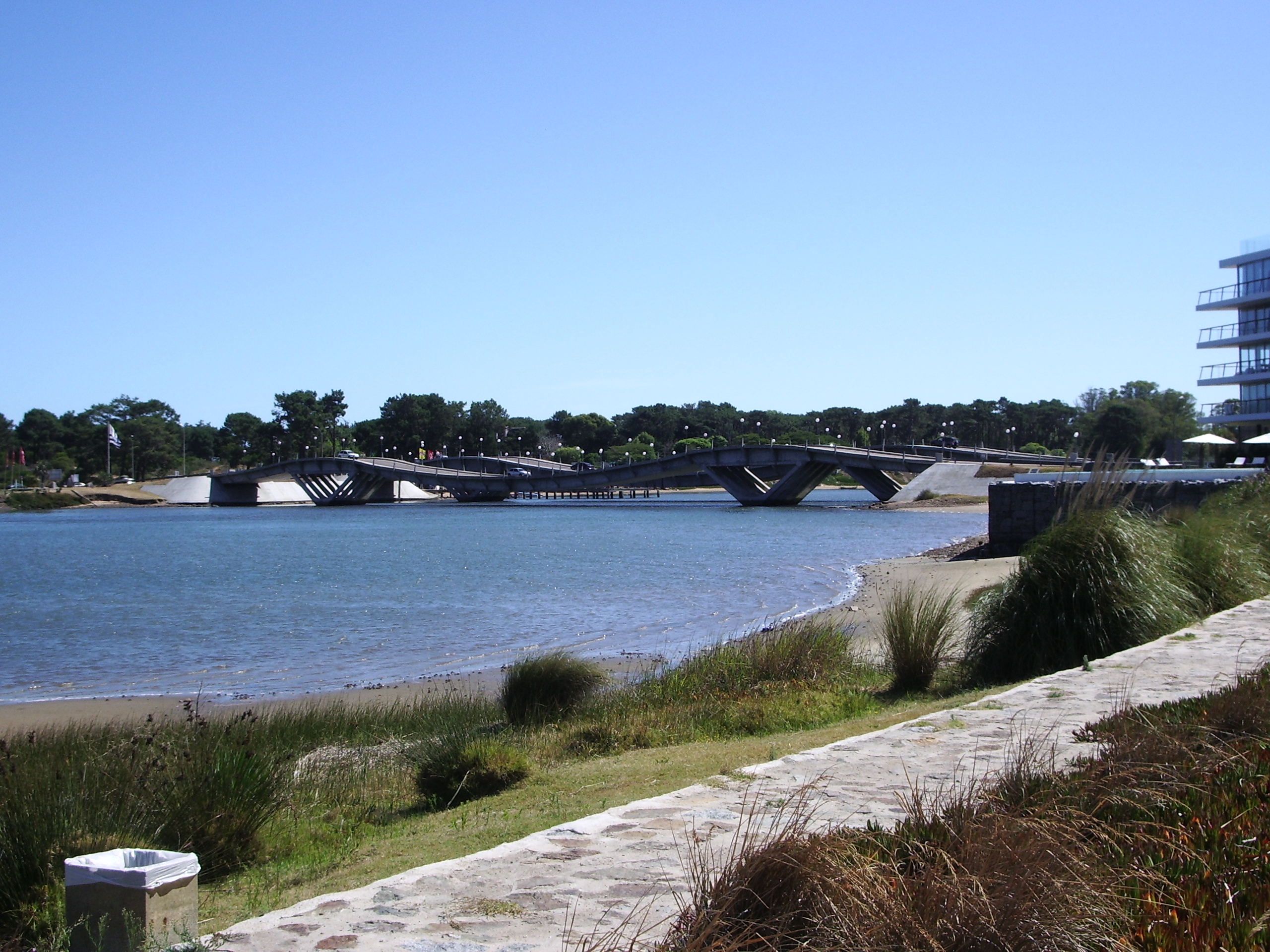
Los dos puentes

## Población
El balneario cuenta con una población permanente de 339 habitantes, según el censo del año 2011.
| 132           | 182 | 281 | 308 | 352 | 339 |
| (Fuente: INE) |     |     |     |     |     |

## El puente ondulante
En 1965 se inauguró el puente que une Punta del Este con La Barra. El puente fue diseñado por Leonel Viera y tiene una forma ondulante. La inversión fue alta y su viabilidad económica era dudosa. Se trata de un proyecto constructivo osado y particular, realizado utilizando el sistema de banda tensada.
En 1998 se adjudicó la construcción de un segundo puente similar al ya existente. En 1999 se encargó un estudio del estado de la estructura del puente original. Las obras de refacción comenzaron en 2005.

## Atracciones
- Museo del Mar